# Związki branżowe
Związki branżowe – określenie związków zawodowych powstałych jesienią 1980 roku w wyniku przekształcania się Centralnej Rady Związków Zawodowych (de facto przestała ona istnieć). Liczba ich członków w roku 1981 wynosiła około trzy miliony. Związki branżowe utworzyły Komisję Porozumiewawczą Branżowych Związków Zawodowych, a jej przewodniczącym został Albin Szyszka. W konfliktach między władzami a NSZZ „Solidarność” związki branżowe stały na ogół po stronie władz. Poglądy i postawy członków związków branżowych były bardziej odległe od prezentowanych w ruchu solidarnościowym niż poglądy członków PZPR.